# Kamel Al-Mousa
Kamel Al-Mousa (en árabe: كامل الموسى‎; Makkah, Arabia Saudita, 29 de agosto de 1982) es un exfutbolista de Arabia Saudita que jugaba en la posición de defensa.

## Carrera

### Club
| Periodo   | Club                   |
| --------- | ---------------------- |
| 2003-2010 | Al-Wehda Mecca         |
| 2006–2007 | → Al-Hilal FC (cedido) |
| 2010–2016 | Al-Ahli FC             |
| 2016–2017 | Al-Wehda Mecca         |

### Selección nacional
Jugó para Arabia Saudita en 21 ocasiones de 2003 a 2013 y participó en dos ediciones de la Copa Asiática.

## Logros

### Club
- Liga Profesional Saudí: 2015-16
- Copa del Rey de Campeones: 2011, 2012, 2016
- Copa del Príncipe de la Corona Saudí: 2006, 2014-15
- Primera División de Arabia Saudita: 2002-03

### Selección nacional
- Juegos de la Solidaridad Islámica: 2005